# Inga Rosińska
Inga Rosińska – polska dziennikarka, korespondentka telewizji TVN24 w Brukseli, publicystka, w latach 2009–2010 rzeczniczka prasowa Przewodniczącego Parlamentu Europejskiego Jerzego Buzka, od stycznia 2011 do stycznia 2012 szefowa jego gabinetu.

## Życiorys
Wraz z Pawłem Rabiejem napisała książki:
- Kim pan jest, panie Wachowski?, Warszawa: Wydawnictwo BGW, 1993.
- Droga cienia – Wachowski bez cenzury, Łódź: Wydawnictwo Axel, 1993.

Dwa razy z rzędu, w latach 2004 i 2005, została wyróżniona nagrodą Europejski Ekran przez Klub Dziennikarzy Europejskich SDP za interesujące, ale jednocześnie pozbawione sensacyjności relacje z Brukseli.
14 grudnia 2006 w Brukseli podczas konferencji prasowej Lech Kaczyński w rozmowie z ministrem Andrzejem Krawczykiem powiedział: Jeszcze jedno pytanie, ale nie od tej małpy w czerwonym, mając na myśli Ingę Rosińską. Wypowiedź ta została zarejestrowana przez mikrofony.
Jako brukselska reporterka TVN24 relacjonowała 7 czerwca 2009 wyniki odbywających się w krajach UE głosowań do Europarlamentu. Podczas wieczoru wyborczego pojawiła się w warszawskim studiu dzięki wykorzystaniu techniki wideoportacji.